# Río Corozal
Río Corozal är en ort i Mexiko.   Den ligger i kommunen Las Margaritas och delstaten Chiapas, i den sydöstra delen av landet, 900 km öster om huvudstaden Mexico City. Río Corozal ligger 305 meter över havet och antalet invånare är 506.
Terrängen runt Río Corozal är bergig åt nordost, men åt sydväst är den kuperad. Río Corozal ligger nere i en dal. Runt Río Corozal är det ganska glesbefolkat, med 28 invånare per kvadratkilometer. Närmaste större samhälle är San Bartolo, 11,8 km öster om Río Corozal. I omgivningarna runt Río Corozal växer i huvudsak städsegrön lövskog.